# Late Night Talking
"Late Night Talking" is een nummer van de Britse zanger Harry Styles. Het nummer werd uitgebracht op 20 mei 2022 als de tweede single van zijn derde studioalbum Harry's House (2022).

## Achtergrond
Op 1 april 2022 bracht Styles de eerste single As It Was uit, die lovende kritieken en commercieel succes oogstte. Het nummer werd voor het eerst live gebracht tijdens zijn Coachella 2022-set naast andere niet-uitgebrachte nummers van Harry's House.  Hij voerde een liveversie van het lied uit tijdens de Today Show op 19 mei en nam het lied ook op in een set die hij uitvoerde voor BBC Radio One, samen met As It Was, Boyfriends en een cover van Wet Dream door Wet Leg op 24 mei 2022. Harry plaatste het nummer ook in de vernieuwde setlist van zijn Love on Tour.

## Hitnoteringen

### Nederlandse Top 40
| Hitnotering: 04-06-2022 t/m 05-11-2022 | Hitnotering: 04-06-2022 t/m 05-11-2022 | Hitnotering: 04-06-2022 t/m 05-11-2022 | Hitnotering: 04-06-2022 t/m 05-11-2022 | Hitnotering: 04-06-2022 t/m 05-11-2022 | Hitnotering: 04-06-2022 t/m 05-11-2022 | Hitnotering: 04-06-2022 t/m 05-11-2022 | Hitnotering: 04-06-2022 t/m 05-11-2022 | Hitnotering: 04-06-2022 t/m 05-11-2022 | Hitnotering: 04-06-2022 t/m 05-11-2022 | Hitnotering: 04-06-2022 t/m 05-11-2022 | Hitnotering: 04-06-2022 t/m 05-11-2022 | Hitnotering: 04-06-2022 t/m 05-11-2022 | Hitnotering: 04-06-2022 t/m 05-11-2022 | Hitnotering: 04-06-2022 t/m 05-11-2022 | Hitnotering: 04-06-2022 t/m 05-11-2022 | Hitnotering: 04-06-2022 t/m 05-11-2022 | Hitnotering: 04-06-2022 t/m 05-11-2022 | Hitnotering: 04-06-2022 t/m 05-11-2022 | Hitnotering: 04-06-2022 t/m 05-11-2022 | Hitnotering: 04-06-2022 t/m 05-11-2022 | Hitnotering: 04-06-2022 t/m 05-11-2022 |
| Week:                                  | 1                                      | 2                                      | 3                                      | 4                                      | 5                                      | 6                                      | 7                                      | 8                                      | 9                                      | 10                                     | 11                                     | 12                                     | 13                                     | 14                                     | 15                                     | 16                                     | 17                                     | 18                                     | 19                                     | 20                                     |                                        |
| -------------------------------------- | -------------------------------------- | -------------------------------------- | -------------------------------------- | -------------------------------------- | -------------------------------------- | -------------------------------------- | -------------------------------------- | -------------------------------------- | -------------------------------------- | -------------------------------------- | -------------------------------------- | -------------------------------------- | -------------------------------------- | -------------------------------------- | -------------------------------------- | -------------------------------------- | -------------------------------------- | -------------------------------------- | -------------------------------------- | -------------------------------------- | -------------------------------------- |
| Positie:                               | 20                                     | 15                                     | 12                                     | 11                                     | 11                                     | 14                                     | 19                                     | 19                                     | 20                                     | 20                                     | 24                                     | 31                                     | 29                                     | 24                                     | 21                                     | 17                                     | 17                                     | 15                                     | 15                                     | 16                                     |                                        |
| Week:                                  | 21                                     | 22                                     | 23                                     |                                        |                                        |                                        |                                        |                                        |                                        |                                        |                                        |                                        |                                        |                                        |                                        |                                        |                                        |                                        |                                        |                                        |                                        |
| Positie:                               | 16                                     | 29                                     | 39                                     | uit                                    |                                        |                                        |                                        |                                        |                                        |                                        |                                        |                                        |                                        |                                        |                                        |                                        |                                        |                                        |                                        |                                        |                                        |

### Nederlandse Single Top 100
| Hitnotering: 28-05-2022 t/m 12-11-2022 | Hitnotering: 28-05-2022 t/m 12-11-2022 | Hitnotering: 28-05-2022 t/m 12-11-2022 | Hitnotering: 28-05-2022 t/m 12-11-2022 | Hitnotering: 28-05-2022 t/m 12-11-2022 | Hitnotering: 28-05-2022 t/m 12-11-2022 | Hitnotering: 28-05-2022 t/m 12-11-2022 | Hitnotering: 28-05-2022 t/m 12-11-2022 | Hitnotering: 28-05-2022 t/m 12-11-2022 | Hitnotering: 28-05-2022 t/m 12-11-2022 | Hitnotering: 28-05-2022 t/m 12-11-2022 | Hitnotering: 28-05-2022 t/m 12-11-2022 | Hitnotering: 28-05-2022 t/m 12-11-2022 | Hitnotering: 28-05-2022 t/m 12-11-2022 | Hitnotering: 28-05-2022 t/m 12-11-2022 | Hitnotering: 28-05-2022 t/m 12-11-2022 | Hitnotering: 28-05-2022 t/m 12-11-2022 | Hitnotering: 28-05-2022 t/m 12-11-2022 | Hitnotering: 28-05-2022 t/m 12-11-2022 | Hitnotering: 28-05-2022 t/m 12-11-2022 | Hitnotering: 28-05-2022 t/m 12-11-2022 | Hitnotering: 28-05-2022 t/m 12-11-2022 |
| Week:                                  | 1                                      | 2                                      | 3                                      | 4                                      | 5                                      | 6                                      | 7                                      | 8                                      | 9                                      | 10                                     | 11                                     | 12                                     | 13                                     | 14                                     | 15                                     | 16                                     | 17                                     | 18                                     | 19                                     | 20                                     |                                        |
| -------------------------------------- | -------------------------------------- | -------------------------------------- | -------------------------------------- | -------------------------------------- | -------------------------------------- | -------------------------------------- | -------------------------------------- | -------------------------------------- | -------------------------------------- | -------------------------------------- | -------------------------------------- | -------------------------------------- | -------------------------------------- | -------------------------------------- | -------------------------------------- | -------------------------------------- | -------------------------------------- | -------------------------------------- | -------------------------------------- | -------------------------------------- | -------------------------------------- |
| Positie:                               | 6                                      | 18                                     | 22                                     | 24                                     | 26                                     | 33                                     | 34                                     | 28                                     | 37                                     | 41                                     | 40                                     | 45                                     | 48                                     | 47                                     | 51                                     | 40                                     | 48                                     | 50                                     | 56                                     | 57                                     |                                        |
| Week:                                  | 21                                     | 22                                     | 23                                     | 24                                     | 25                                     |                                        |                                        |                                        |                                        |                                        |                                        |                                        |                                        |                                        |                                        |                                        |                                        |                                        |                                        |                                        |                                        |
| Positie:                               | 57                                     | 60                                     | 58                                     | 76                                     | 86                                     | uit                                    |                                        |                                        |                                        |                                        |                                        |                                        |                                        |                                        |                                        |                                        |                                        |                                        |                                        |                                        |                                        |

### Vlaamse Ultratop 50
| Hitnotering: (Week 1) 28-05-2022 Hitnotering: (Week 2 t/m 19) 18-06-2022 t/m 15-10-2022 | Hitnotering: (Week 1) 28-05-2022 Hitnotering: (Week 2 t/m 19) 18-06-2022 t/m 15-10-2022 | Hitnotering: (Week 1) 28-05-2022 Hitnotering: (Week 2 t/m 19) 18-06-2022 t/m 15-10-2022 | Hitnotering: (Week 1) 28-05-2022 Hitnotering: (Week 2 t/m 19) 18-06-2022 t/m 15-10-2022 | Hitnotering: (Week 1) 28-05-2022 Hitnotering: (Week 2 t/m 19) 18-06-2022 t/m 15-10-2022 | Hitnotering: (Week 1) 28-05-2022 Hitnotering: (Week 2 t/m 19) 18-06-2022 t/m 15-10-2022 | Hitnotering: (Week 1) 28-05-2022 Hitnotering: (Week 2 t/m 19) 18-06-2022 t/m 15-10-2022 | Hitnotering: (Week 1) 28-05-2022 Hitnotering: (Week 2 t/m 19) 18-06-2022 t/m 15-10-2022 | Hitnotering: (Week 1) 28-05-2022 Hitnotering: (Week 2 t/m 19) 18-06-2022 t/m 15-10-2022 | Hitnotering: (Week 1) 28-05-2022 Hitnotering: (Week 2 t/m 19) 18-06-2022 t/m 15-10-2022 | Hitnotering: (Week 1) 28-05-2022 Hitnotering: (Week 2 t/m 19) 18-06-2022 t/m 15-10-2022 | Hitnotering: (Week 1) 28-05-2022 Hitnotering: (Week 2 t/m 19) 18-06-2022 t/m 15-10-2022 | Hitnotering: (Week 1) 28-05-2022 Hitnotering: (Week 2 t/m 19) 18-06-2022 t/m 15-10-2022 | Hitnotering: (Week 1) 28-05-2022 Hitnotering: (Week 2 t/m 19) 18-06-2022 t/m 15-10-2022 | Hitnotering: (Week 1) 28-05-2022 Hitnotering: (Week 2 t/m 19) 18-06-2022 t/m 15-10-2022 | Hitnotering: (Week 1) 28-05-2022 Hitnotering: (Week 2 t/m 19) 18-06-2022 t/m 15-10-2022 | Hitnotering: (Week 1) 28-05-2022 Hitnotering: (Week 2 t/m 19) 18-06-2022 t/m 15-10-2022 | Hitnotering: (Week 1) 28-05-2022 Hitnotering: (Week 2 t/m 19) 18-06-2022 t/m 15-10-2022 | Hitnotering: (Week 1) 28-05-2022 Hitnotering: (Week 2 t/m 19) 18-06-2022 t/m 15-10-2022 | Hitnotering: (Week 1) 28-05-2022 Hitnotering: (Week 2 t/m 19) 18-06-2022 t/m 15-10-2022 | Hitnotering: (Week 1) 28-05-2022 Hitnotering: (Week 2 t/m 19) 18-06-2022 t/m 15-10-2022 | Hitnotering: (Week 1) 28-05-2022 Hitnotering: (Week 2 t/m 19) 18-06-2022 t/m 15-10-2022 |
| Week:                                                                                   | 1                                                                                       |                                                                                         | 2                                                                                       | 3                                                                                       | 4                                                                                       | 5                                                                                       | 6                                                                                       | 7                                                                                       | 8                                                                                       | 9                                                                                       | 10                                                                                      | 11                                                                                      | 12                                                                                      | 13                                                                                      | 14                                                                                      | 15                                                                                      | 16                                                                                      | 17                                                                                      | 18                                                                                      | 19                                                                                      |                                                                                         |
| --------------------------------------------------------------------------------------- | --------------------------------------------------------------------------------------- | --------------------------------------------------------------------------------------- | --------------------------------------------------------------------------------------- | --------------------------------------------------------------------------------------- | --------------------------------------------------------------------------------------- | --------------------------------------------------------------------------------------- | --------------------------------------------------------------------------------------- | --------------------------------------------------------------------------------------- | --------------------------------------------------------------------------------------- | --------------------------------------------------------------------------------------- | --------------------------------------------------------------------------------------- | --------------------------------------------------------------------------------------- | --------------------------------------------------------------------------------------- | --------------------------------------------------------------------------------------- | --------------------------------------------------------------------------------------- | --------------------------------------------------------------------------------------- | --------------------------------------------------------------------------------------- | --------------------------------------------------------------------------------------- | --------------------------------------------------------------------------------------- | --------------------------------------------------------------------------------------- | --------------------------------------------------------------------------------------- |
| Positie:                                                                                | 48                                                                                      | uit                                                                                     | 42                                                                                      | 10                                                                                      | 13                                                                                      | 15                                                                                      | 12                                                                                      | 14                                                                                      | 14                                                                                      | 14                                                                                      | 15                                                                                      | 16                                                                                      | 26                                                                                      | 16                                                                                      | 19                                                                                      | 28                                                                                      | 31                                                                                      | 19                                                                                      | 28                                                                                      | 35                                                                                      |                                                                                         |
| Week:                                                                                   |                                                                                         |                                                                                         |                                                                                         |                                                                                         |                                                                                         |                                                                                         |                                                                                         |                                                                                         |                                                                                         |                                                                                         |                                                                                         |                                                                                         |                                                                                         |                                                                                         |                                                                                         |                                                                                         |                                                                                         |                                                                                         |                                                                                         |                                                                                         |                                                                                         |
| Positie:                                                                                | uit                                                                                     |                                                                                         |                                                                                         |                                                                                         |                                                                                         |                                                                                         |                                                                                         |                                                                                         |                                                                                         |                                                                                         |                                                                                         |                                                                                         |                                                                                         |                                                                                         |                                                                                         |                                                                                         |                                                                                         |                                                                                         |                                                                                         |                                                                                         |                                                                                         |

### NPO Radio 2 Top 2000
| Nummer met noteringen in de NPO Radio 2 Top 2000 | '23 | '24  |
| ------------------------------------------------ | --- | ---- |
| Late Night Talking                               | 914 | 1373 |

1. ↑  Een vetgedrukt getal geeft de hoogste notering aan.
2. ↑  2023 was het eerste jaar met een notering voor dit nummer.